# リチャード・オールドフィールド
リチャード・オールドフィールド（Richard Oldfield、1950年 - ）は、アメリカ合衆国の俳優。

## 出演作品

### 映画
- スター・ウォーズ エピソード5/帝国の逆襲 Star Wars: Episode V The Empire Strikes Back (1980)（デレク・"ホビー"・クリヴィアン）
- オーメン/最後の闘争 The Final Conflict (1981)
- ラグタイム Ragtime (1981)
- 影の私刑 The Lords of Discipline (1983)
- スペースバンパイア Lifeforce (1985)